# Iosîpivka, Brusîliv
Iosîpivka (în ucraineană Йосипівка) este un sat în comuna Stavîșce din raionul Brusîliv, regiunea Jîtomîr, Ucraina.

## Demografie
Componența lingvistică a localității Iosîpivka
     Ucraineană (97,1%)
     Rusă (2,49%)
Conform recensământului din 2001, majoritatea populației localității Iosîpivka era vorbitoare de ucraineană (97,1%), existând în minoritate și vorbitori de rusă (2,49%).